# Let iznad kukavičjeg gnijezda (1975.)
Let iznad kukavičjeg gnijezda (eng. One Flew Over the Cuckoo's Nest) film je Miloša Formana iz 1975. s Jackom Nicholsonom i Louise Fletcher u glavnim ulogama. Film je adaptacija istoimenog romana  Kena Keseyja. To je prvi film koji je osvojio svih pet glavnih Oscara (najbolji film, glavni glumac, glavna glumica, redatelj, scenarij), još od 1934. i filma Dogodilo se jedne noći, a što se samo još jednom ponovilo, 1991. s filmom Kad jaganjci utihnu.
Godine 1963. je postavljena kazališna verzija romana, ali film ne koristi scenarij kazališnog komada.
Film, koji su producirali Michael Douglas i Saul Zaentz, sniman je u bolnici u Salemu, država Oregon.

## Radnja
Randle Patrick McMurphy (Jack Nicholson), kriminalac recidivist koji služi kraću zatvorsku kaznu zbog seksa s maloljetnicom, prebačen je u umobolnicu zbog neuračunljivog ponašanja. Otkriva se da je McMurphy glumio kako bi mogao služiti ostatak kazne u relativnoj udobnosti i luksuzu.
Njegov odjel u umobolnici vodi mirna, ali nepopustljiva tlačiteljica, sestra Ratched (Louise Fletcher), koja zastrašuje svoje pacijente - od kojih je većina tu po vlastitom izboru, a kategorizirani su kao "dobrovoljni" pacijenti. McMurphy na početku ima jako malo poštovanja prema ostalim pacijentima, a njegova sklonost antiautoritativnom ponašanju je pojavljuje u odnosu prema sestri Ratched. Počinje je bockati, isprva radi gušta, a kad se u njega se javi osjećaj nepravde u svezi tretmana njega i kolega, odnos se pretvara u bitku za srca i umove pacijenata. Umjesto da jednostavno pričeka povoljnu priliku i premjesti ga, Ratched postaje uvrijeđena zbog gubitka kontrole te postaje opsjednuta time da ga kontrolira.
McMurphy postupno formira duboka prijateljstva u odjelu, s grupom muškaraca, posebice s dvojicom: Billyjem Bibbitom (Brad Dourif), suicidalnim mucavim mladićem kojeg sestra Ratched ponižava i dominira nad njim do te mjere da se on trese pred njom, te "Poglavicom" Bromdenom (Will Sampson), visokim Indijancem. Kako vjeruju da je Poglavica gluhonijem, drugi ga pacijenti ignoriraju, ali i respektiraju zbog konstitucije. McMurphy se prema Billyju odnosi kao prema mlađem bratu kojeg želi naučiti kako se zabavljati, dok Poglavica na kraju postaje njegov jedini pravi pouzdanik, jer se bore protiv autoriteta na slične načine.
McMurphy prvotno uvrijedi Poglavicu nakon što je ušao u odjel, ali pokušava iskoristiti njegovu veličinu (na primjer, u košarci). Kasnije su oni i pacijent Charlie Cheswick (Sydney Lassick) pritvoreni zbog tučnjave s bolničarima. Cheswicka podvrgavaju terapiji elektrošokovima, dok McMurphy i Poglavica sjede na klupi. Tijekom tog vremena, McMurphy ponudi Poglavici žvakaću gumu, a Poglavica mu zahvali verbalno. Iznenađeni McMurphy otkriva da Poglavica zapravo mrzi bolnički establišment baš kao i on, ali to podnosi na drugi način (ostajući nijem umjesto Randleove strategije otvorene obrane). McMurphy smišlja plan koji će omogućiti njemu i Poglavici da pobjegnu. Nakon njegove "terapije", McMurphy šaljivo počinje glumiti katatoniju uvjerivši svoje ljude i sestru Ratched da terapija nije upalila.
McMurphy uspije ukrasti autobus s pacijentima s odjela i odvesti ih u ribolov, priuštivši im nezaboravan dan na moru. Na povratku u luku gdje su unajmili brod, McMurphyja i ostale uhvate i vrate u bolnicu, ali on zbog tog čina poraste u očima pacijenata do stupnja idoliziranja. 
Jedne noći, 10. prosinca 1963., McMurphy se ušulja u sestrinsku sobu i nazove svoju djevojku, Candy, i kaže joj da donese alkoholna pića i pomogne mu pobjeći. Ona dovodi još jednu ženu, a obje ulaze na odjel nakon što je McMurphy podmitio noćnog čuvara, Turkela (Scatman Crothers). Pacijenti piju dok Billy počinje flert s McMurphyjevom djevojkom. McMurphy shvaća da se Billyju sviđa Candy i kaže joj da ode s njim spavati. Dok su Billy i McMurphyjeva djevojka u odvojenoj sobi, ostali pacijenti, uključujući McMurphyja i Poglavicu koji je planirao bijeg, zaspu od pića i iscrpljenosti.
Nakon što sestra Ratched stiže sljedeće jutro, naređuje bolničarima da okupaju pacijente i dovedu odjel u red. Billy je pronađen s McMurphyjevom djevojkom. Billy je isprva sretan, a i ostali pacijenti su sretni zbog njega, sve dok sestra Ratched ne zaprijeti Billyju da će reći njegovoj majci što je napravio. On je počinje moliti da to ne učini i postaje histeričan. Nakon što je na trenutak ostavljen sam, počini samoubojstvo. Sestra Ratched pokuša smiriti pacijente. Nakon što je McMurphy vidio što je odjel napravio njegovu prijatelju, podivlja i počne daviti sestru Ratched, u čemu ga u posljednji trenutak spriječi bolničar Washington. McMurphy je opet odveden na "tretman", ovaj put na lobotomiju.
McMurphyja vraćaju na odjel kao potpuno uništenog čovjeka. Poglavica, nespreman da ostavi McMurphyja, uguši svog vegetirajućeg prijatelja jastukom. Ostvaruje Randleov plan za bijeg podižući tešku mramornu fontanu za hidroterapiju i baca je kroz prozor. Poglavica bježi, vjerojatno u Kanadu.

## Uloge
Kirk Douglas je glumio McMurphyja u kazališnoj produkciji, a nakon toga otkupio prava na film, nadajući se da će odglumiti McMurphyja i na platnu. Predao je produkciju u ruke svog sina, Michaela Douglasa, koji je mislio kako mu je otac prestar za ulogu. Kirk je navodno neko vrijeme bio bijesan zbog toga. Uloga je ponuđena Jamesu Caanu, a kandidati su bili i Marlon Brando i Gene Hackman.
Ulogu dominantne sestre Ratched odbilo je šest glumica, Anne Banncroft, Colleen Dewhurst, Geraldine Page, Ellen Burstyn, Jane Fonda i Angela Lansbury, sve dok je Louise Fletcher nije prihvatila tjedan dana prije početka snimanja.
| Glumac             | Uloga                   |
| ------------------ | ----------------------- |
| Jack Nicholson     | Randle Patrick McMurphy |
| Louise Fletcher    | sestra Mildred Ratched  |
| William Redfield   | Dale Harding            |
| Dean R. Brooks     | dr. John Spivey         |
| Scatman Crothers   | podvornik Turkel        |
| Danny DeVito       | Martini                 |
| William Duell      | Jim Sefelt              |
| Brad Dourif        | Billy Bibbit            |
| Christopher Lloyd  | Max Taber               |
| Will Sampson       | "Poglavica" Bromden     |
| Vincent Schiavelli | Frederickson            |
| Nathan George      | bolničar Washington     |
| Mwako Cumbuka      | bolničar Warren         |
| Josip Elic         | Pete Bancini            |
| Lan Fendors        | sestra Itsu             |
| Ken Kenny          | Beans Garfield          |
| Alonzo Brown       | Miller                  |
| Michael Berryman   | Ellis                   |
| Peter Brocco       | pukovnik Matterson      |
| Sydney Lassick     | Charlie Cheswick        |
| Mimi Sarkisian     | sestra Pilbow           |
| Randolf Kingston   | Night Jones             |

## Kritike
Film je zaradio podijeljene kritike. Roger Ebert (koji će te godine dobiti  Pulitzerovu nagradu) je tvrdio da je Let iznad kukavičjeg gnijezda "tako dobar film da dolazite u iskušenje da mu oprostite kad pogriješi. Ali i griješi, inzistirajući na tome da se nešto naglasi više nego što je to potrebno, pa se na kraju ljudske kvalitete junaka izgube u značenju svega toga. Ali postoje i briljantni trenuci." Ebert će kasnije uvrstiti film u svoju zbirku "Great Movies". A. D. Murphy iz Varietyja također je napisao podijeljenu recenziju. Film je osvojio pet Oscara, za najboljeg glumca (Nicholson), najbolju glumicu (Fletcher), najbolju režiju (Miloš Forman), kao i za najbolji film te adaptirani scenarij.
Danas se film smatra jednim od najboljih američkih filmova te je postavljen na 33. mjesto najboljih filmova svih vremena Američkog filmskog instituta; sestra Ratched postavljena je na 5. mjesto najvećih filmskih negativaca, a film se konstantno nalazi među 10 najboljih na IMDb-u.
Kesey nikad nije pogledao film. Kao što je rekla njegova supruga Faye Kesey: "Bilo je zakonskih nesuglasica oko zarade filma, tijekom čega smo se upoznali s užasnim odvjetnikom koji je stvarno bio odvratan. Jednom je pobjesnio i izderao se na Kena, 'kad ovaj film izađe, ti ćeš biti prvi u redu da ga vidiš.' Ken mu je uzvratio da ga nikad neće pogledati. I to je bilo to." Unatoč tome, Faye Kesey je rekla da je njenom suprugu bilo drago što je film snimljen.

## Vanjske poveznice
- Let iznad kukavičjeg gnijezda u internetskoj bazi filmova IMDb-a